# 甲南高等学校 (旧制)
| 甲南高等学校 | 甲南高等学校                      |
| ------------ | --------------------------------- |
| 創立         | 1923年                            |
| 所在地       | 兵庫県本山村 （現・神戸市東灘区） |
| 初代校長     | 小森慶助                          |
| 廃止         | 1950年                            |
| 後身校       | 甲南大学 甲南中学校・高等学校     |
| 同窓会       | 甲南高等学校同窓会                |

甲南高等学校（こうなんこうとうがっこう）は、1923年（大正12年）1月、兵庫県（現在の神戸市）に設立された私立の旧制7年制高等学校である。
なお、本項目では同校（尋常科）の前身である甲南中学校（こうなんちゅうがっこう）についても記述する。

## 概要
平生釟三郎ら関西在住の財界人によって設立された財団法人甲南学園を設置者（経営母体）に、改正高等学校令に準拠して設立された。国内では旧制武蔵高等学校に次いで2番目に設立された私立旧制高等学校である。旧制中学校に相当する4年制の尋常科と、大学予科に相当する文科・理科からなる3年の高等科が設置された7年制であった。学制改革にあたっては、高等科は新制甲南大学の文理学部に、尋常科は新制甲南中学校・高等学校となった。
全国の高等学校のなかではもっとも生徒数が少なく（尋常科・高等科あわせて500人弱）、小規模な学校であった。体育重視の教育方針からスポーツの課外活動が盛んであった。

## 沿革

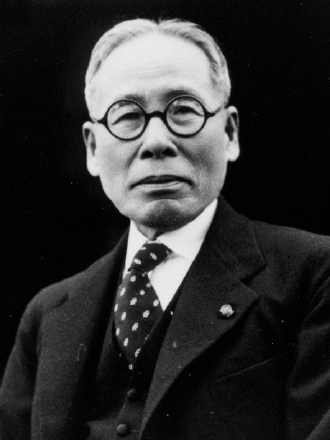
平生釟三郎

### 前身校・甲南中学
東京海上保険専務であるとともに教育者としても知られていた実業家・平生釟三郎は、阪神間に在住する財界人による甲南幼稚園（1911年）・甲南小学校（1912年）設立の企てに参加し、ついでこれらの学校の経営を軌道に乗せていた。彼は次に旧制中学校・旧制高等学校を設立することを構想し、伊藤忠財閥2代目当主である伊藤忠兵衛にアメリカの教育制度についての調査を依頼する一方、久原財閥総帥・久原房之助らの資金協力を仰ぎ、河内研太郎や山下亀三郎、安宅弥吉、岩井勝次郎らの支援も得た。その結果、1918年12月には（旧制）甲南中学校の設立認可を得、翌1919年4月、旧制甲南中学校を開校、初代校長には小森慶助が就任した。この際、校名につけられた「甲南」は「六甲の南」を意味し、明治末期以降この界隈を指す地名として定着していたものである。

### 甲南高校の設立

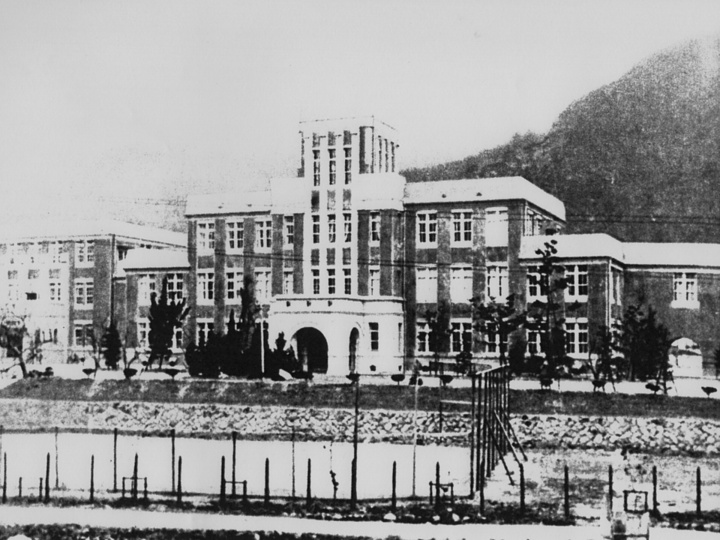
甲南高等学校本館（1923年）

ついで平生は、7年制旧制高等学校の設置を認めた改正高等学校令（1918年12月公布）に基づき、甲南中学を母体として7年一貫教育の高等学校を設立する準備を進めたが、1920年の戦後恐慌発生により資金提供者の久原が破産、平生や伊藤も会社の経営で窮地に立たされることとなった。しかし平生は新たに岩崎久弥・野村徳七らの援助を得ることでこの危機を乗りきり、伊藤忠兵衛や長尾良吉の支援を得て、1923年初め、甲南中学を改組した旧制中学相当の尋常科4年、大学予科相当の文科・理科よりなる高等科3年の7年制高等学校の設立が認可され、4月に財団法人甲南学園を設置者とする甲南高等学校が開校した。この際、甲南小学校から甲南高等学校尋常科への進学は入学試験が免除となり、甲南高校の初代校長は甲南中学校長を務めた小森慶助がそのまま留任した。しかし反面、平生により当初構想されていた旧制大学までの設立構想は財政難により頓挫をよぎなくされた。
1926年4月には私立高等学校のトップを切って第1回卒業式が挙行され、43名が卒業したが、この際東京帝大が当初「私立学校出身者の受験は前例がない」として甲南高校出身者を門前払いしようとしたものの、校長の直接交渉によりようやく受験が認められたというトラブルも生じている。

### 財政難と発展・拡充
甲南高校では、平生の教育理念に基づき、生徒数を約500人にしぼる少数教育を実施し、また当時の官公立学校で見られた知識つめこみの画一的教育に反対して、徳育・体育を重視する教育方針がとられ、また教員の選定にあたっても研究者タイプより熱心で技能に優れた教育者タイプの人材が求められた。このような教育の成果の一つとして、スポーツの課外活動が盛んに行われ、1939年にはインターハイで6種目優勝の記録を作っており、旧制高校の中ではインターハイ陸上競技の優勝回数は通算21回で学習院・三高に次ぐ第3位である。
しかしその反面、当初からの経営難に加えて少人数教育がたたり、生徒ひとりあたり100円（当時）の授業料を徴収しても経常費がまかなえず、しばらくの間財政的に苦しい状態が続いた。同時に、甲南生の出身家庭は高額な授業料を拠出できる層に限定されるようになり、1938年の調査では出身家庭の富裕度が全旧制高校中、トップとなっている。その一方で1920年代後半以降は左翼学生運動が盛んになり、1924年結成の学生連合会には学内サークル「社会科学研究会」が参加しており、1928年の三・一五事件では生徒1名が検挙、1934年1月には共青甲南班の機関誌『白亜城』の発行グループ9名が検挙され、うち1名が起訴される「白亜城事件」が起こっている。
1938年7月の阪神大水害に際し、甲南高校は校地・施設などに大きな被害を受けた。しかしこの際、全校生徒は復興勤労奉仕作業に従事し、また甲南高も岡本地区の水害避難者救護のため校舎を開放した。

### 新制への移行
第二次世界大戦後、甲南高等学校を含む私立の旧制高校は、学制改革に際し新制高等学校への移行か、あるいは新制大学への昇格のいずれをめざすのか、という重大な選択の岐路に立たされることとなった。旧制甲南高校では理事・教職員・学生・同窓生などの間での活発な論議がたたかわされた結果、新制大学への道をとることになり、尋常科を母体とする新制甲南中学校・高等学校の発足（1947年〜1948年）を経て1950年3月に廃校、翌1951年4月に高等科を母体とする新制甲南大学文理学部が発足した。

### 年表
旧制甲南中学校
- 1918年6月：平生釟三郎、甲南小学校に甲南中学校創立事務所を置く。
- 1918年7月：創立準備委員会を設置。
- 1918年12月：（旧制）甲南中学校の設立認可。
- 1919年4月：甲南中学校開校。25名が入学。初代校長には小森慶助が就任。
- 1920年7月：通学生の最寄り駅として阪神急行神戸線岡本駅が開業。

旧制甲南高等学校
- 1923年1月：甲南高等学校の設立認可。
- 1923年4月：甲南高等学校開校。尋常科60名、高等科53名が入学。初代校長は小森慶助。
- 1924年3月：中学校（尋常科）の第1回卒業式を挙行。卒業生16名。
- 1926年4月：第1回卒業式挙行。卒業生43名。新校舎落成式。校歌「沈黙の鐘」制定。
- 1927年9月：甲南高等学校同窓会発足。
- 1927年9月：大食堂開設（500人収容）、教職員と全生徒が一堂に会して昼食をとることが学園の伝統となった[11][12]。
- 1934年1月：白亜城事件で共青甲南班のメンバー9名が検挙。
- 1936年5月：学園創立者・平生釟三郎の寿像を建立。
- 1938年4月：開校20周年記念式典を挙行。
- 1938年7月：阪神大水害により校内が土砂・浸水などの被害を受ける。
- 1939年：インターハイで6種目優勝の記録。
- 1947年4月：学制改革による新制甲南中学校が開校。
- 1948年4月：新制甲南高等学校の開校。
- 1950年2月：最後の卒業式（第25回）。
- 1950年3月：旧制甲南高等学校廃止。
- 1951年4月：新制甲南大学開学。文理学部を設置。

## 歴代校長
- 小森慶助（1923年〜1924年）
- 丸山環（1924年〜）
- 平生釟三郎（1933年〜1936年3月）
  - 廣田内閣の文部大臣就任により辞職。
- 平生釟三郎（1937年〜）
  - 北支経済委員会委員長就任により辞職。
- 保々隆矣（1938年〜）
- 天野貞祐（1944年11月〜1946年2月）
  - 第一高等学校校長に転じる。

## 校地とその継承
1919年の旧制甲南中学設立時の校地は、当時は一面の農地が広がっていた兵庫県武庫郡本山村大字岡本の二楽荘山麓の地（現在の神戸市東灘区岡本8-9-1）である。近隣に所在する二楽荘は、かつての大谷光瑞の別荘で彼が失脚したのち甲南学園の支援者・久原房之助の手に渡り、中学設立時には新校舎などの施設が整備されるまでの間、二楽荘内にあった大谷の私塾・武庫中学の講堂などが流用された。翌1919年には校地の南に阪神急行神戸線が開通し、最寄り駅として岡本駅が開業した。中学開校の4年後1923年に開校した甲南高校は同校の校地をそのまま継承し、同年、高等学校校舎としては全国初の鉄筋コンクリート造による本館が建造された。岡本校地は1937年に拡張がなされ、1938年の阪神大水害で大きな被害を受けながらも新制移行まで維持された。
岡本校地は新制移行により発足した甲南大学および甲南中学校・高等学校の校地として継承されたが、校地が狭小となったため、1963年、中学校・高等学校の校地は芦屋市に移転、現在は甲南大学岡本キャンパスとして維持されている。岡本キャンパスは1995年の阪神・淡路大震災により大きな被害を受けたが、この時、新制移行後の甲南大学1号館として使用されていた旧制高校時代の「本館」も、被害を受けて解体され、1997年に旧本館の外観を模した「新1号館」が再建された。また、その前年の1996年には開校77年を記念する「旧制甲南大会」が岡本キャンパスで開催され、同キャンパス内に「「旧制甲南生」此の地から巣立つ」と題された碑が建立された。

## 著名な出身者
- 長谷川三郎（1926年） - 芸術家、日本にイサム・ノグチなどの抽象芸術を紹介
- 加古祐二郎（1926年） - 法学者、立命館大学教授、京都帝国大学講師
- 坂田昌一（1929年） - 元名古屋大学教授。二中間子論。
- 竹中錬一（1930年） - 竹中工務店社長
- 角谷静夫（1931年） - 数学者。元エール大学名誉教授。
- 伊藤英吉（1931年） - 伊藤忠商事会長
- 武智鉄二（1932年） - 演劇評論家・演出家
- 内田義彦（1934年） - 経済学者
- 高安国世（1934年） - ドイツ文学者、歌人
- 大林芳郎（1938年） - 大林組社長
- 織田敏次（1941年） - 東京大学名誉教授
- 森下泰（1941年） - 森下仁丹社長、元参議院議員
- 香西泰（1946年） - 内閣府経済社会総合研究所所長、政府税制調査会第7代会長
- 岡田節人（1947年） - 生物学者。京都大学名誉教授。文化勲章受章
- 榎原猛（1947年） - 憲法学者。大阪大学名誉教授。
- 中西香爾 - 化学者。コロンビア大学名誉教授。文化勲章受章
- 堀場雅夫 - 堀場製作所創業者
- 関口恵造 - 元参議院議員
- 増川宏一 - 盤上遊戯研究家
- 平生三郎 - ラグビー日本代表選手、東洋紡副社長、平生釟三郎の三男。
- 八馬理 - 西宮酒造社長。阪神財閥、八馬家の出身。
- 川上源一（中退） - ヤマハ中興の祖
- 貴志康一（中退） - 音楽家
- 永井智雄（中退） - 俳優